# Suojnaken
Suojnaken är en sjö i Arjeplogs kommun i Lappland och ingår i Piteälvens huvudavrinningsområde. Sjön har en area på 0,257 kvadratkilometer och ligger 409,9 meter över havet.

## Delavrinningsområde
Suojnaken ingår i det delavrinningsområde (735574-162778) som SMHI kallar för Inloppet i Pajjesuvvan. Medelhöjden är 438 meter över havet och ytan är 28,94 kvadratkilometer. Räknas de 276 avrinningsområdena uppströms in blir den ackumulerade arean 4 324,28 kvadratkilometer. Avrinningsområdets utflöde Piteälven mynnar i havet. Avrinningsområdet består mestadels av skog (74 procent) och sankmarker (17 procent). Avrinningsområdet har 2,24 kvadratkilometer vattenytor vilket ger det en sjöprocent på 7,7 procent.